# Anthothela parviflora
Anthothela parviflora är en korallart som beskrevs av Thomson 1917. Anthothela parviflora ingår i släktet Anthothela och familjen Anthothelidae. Inga underarter finns listade i Catalogue of Life.